# Leap Day Trio Live at the Cafe Bohemia
Leap Day Trio Live at the Cafe Bohemia ist ein Jazzalbum des Leap Day Trio um den Saxophonisten Jeff Lederer. Die am 29. Februar 2020 im Cafe Bohemia, New York City, entstandenen Aufnahmen erschienen am 24. Februar 2023 auf Lederers Label Little (i) Music. Leap Day bezeichnet im Englischen den zusätzlichen Schalttag im Schaltjahr.

## Hintergrund
Der Schlagzeuger Matt Wilson und der Tenorsaxophonist Jeff Lederer haben über einen Zeitraum von dreißig Jahren in vielen Projekten zusammengearbeitet, darunter auch bei einem Album zur Poesie von Carl Sandburg (Honey and Salt: Music Inspired by the Poetry of Carl Sandburg). Das Stück „Gospel Flowers“ erschien zuvor bei einer Session, den Lederer mit dem Schlagzeuger Jeff Cosgrove und dem Organisten John Medeski aufgenommen hatte (History Gets Ahead of the Story, 2020).
Auf diesem Album spielen Lederer und Wilson als reduziertes Trio live im wiedereröffneten New Yorker Cafe Bohemia; das dritte Mitglied des Trios ist die Bassistin Mimi Jones. Der Fotograf/Toningenieur Jimmy Katz schlug einen Aufnahmetermin in diesem historischen Veranstaltungsort vor, der kein großer Raum ist, was das Trio zu einer logischen Konstellation machte.

## Titelliste
- Leap Day Trio Live at the Cafe Bohemia (Little (i) Music)

1. Dewey Spirit 11:26
2. Leap of Faith 7:31
3. The Dream Weaver 6:16
4. Ghost Town 6:52
5. Strival for Survival 7:12
6. Leap Leap 7:57
7. Wind Spirit 7:39
8. Gospel Flowers 6:08
9. For Friends 7:10

Die Kompositionen stammen von Mimi Jones, Matt Wilson und Jeff Lederer.

## Rezeption

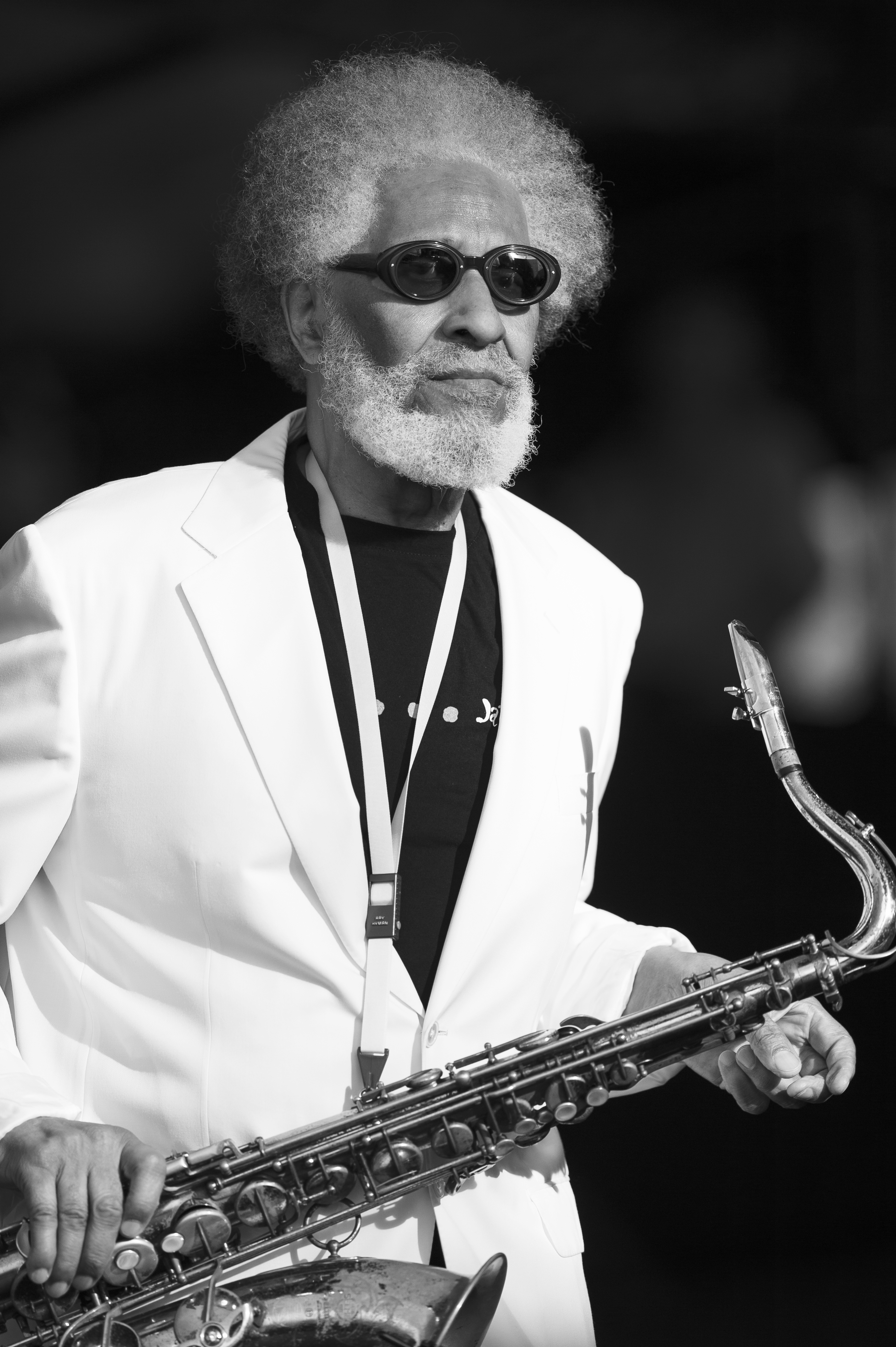
Sonny Rollins (2008)

Nach Ansicht von Jerome Wilson, der das Album in All About Jazz rezensierte, ist dieses Album eine bedeutende Ergänzung der Reihe von Trio-Alben unter der Leitung eines Tenorsaxophonisten, die zuvor von Künstlern wie David Murray, Sonny Rollins und Joe Henderson eingespielt wurden. Die Musik des Leap Day Trios sei eine gewaltige Explosion aus Leidenschaft und Feuer, und Mimi Jones würde perfekt zu ihren lockeren Dialogen passen. Lederer spiele mit einem brüllenden Tenorklang, der melodisch und schwungvoll, aber auch in der Lage sei, in der Manier von Albert Ayler zu wolligen, hohen und zersplitterten Tönen aufzusteigen. Wie üblich zeige sich Wilson als ein vielseitiger Schlagzeuger, der je nach Stimmung hämmern, schieben oder über den Takt gleiten kann. Jones Verleihe der Musik einen kraftvollen Unterton, der ihre beiden Partner auf dem Laufenden hält. Sie behalte einen gleichmäßigen, schnellen Beat bei dem feuerspeienden „Dewey Spirit“ bei und summe und poche gelassen bei ruhigeren Stücken wie „Ghost Town“ und „The Dream Weaver“.
Man spüre sofort die Energie des Trios und des Raums, ergänzt durch Zurufe des Publikums, wenn Lederer bestimmte Töne erreicht und/oder Wilson wie so oft Magie in seinem Instrumentarium findet, schrieb Jim Hynes (Making a Scene). Lederer sei auf seinem Saxophon besonders ausdrucksstark und klinge oft wie ein Sänger oder Spoken-Word-Künstler, wenn er bestimmte Phrasen und Noten ankündigt. „The Dream Weaver“ spiele zwar mit einer ähnlichen Spiritualität wie Charles Lloyds fast gleichnamiges Lied, sei aber doch anders und erweise sich als herausragendes Highlight für die Bassistin Mimi Jones. Auf dem Album sei nicht annähernd so etwas wie Straight-ahead- oder Mainstream Jazz zu erleben; das sei vielmehr Experimentierfreude pur.
Mimi Jones, Matt Wilson und Jeff Lederer hätte im New Yorker Café Bohemia einen enthusiastischen Auftritt gehabt, der John Coltrane aus der Spätzeit Tribut zolle, meint George W. Harris (Jazz Weekly). Lederer sei in ausdrucksstarker Stimmung, die Stücke würden sich ausdehnen und intuitiv werden, wenn sie in verschiedene Variationen übergehen, was zu einer echten Achterbahnfahrt führe.